# Club Balonmano Ciudad Real
O Club Balonmano Ciudad Real foi um time espanhol de Ciudad Real, Castela-Mancha. Foi um dos principais clubes de handebol da Espanha e da Europa, tendo conquistado diversos títulos nacionais e internacionais, sendo inclusive bicampeão mundial de clubes. Encerrou suas atividades em 2011, transferindo-se para Madrid e convertendo-se no Club Balonmano Atlético de Madrid.

## Palmarés

### Torneios nacionais
Campeonato Espanhol
- Campeão: 2003-04, 2006-07, 2007-08, 2008-09 e 2009-10.
- Vice-campeão: 2002-03, 2004-05, 2005-06 e 2010-11.

 Copa do Rei
- Campeão: 2002-03, 2007-08 e 2010-11.
- Vice-campeão: 2000-01, 2003-04, 2005-06 e 2008-09.

 Copa ASOBAL
- Campeão: 2003-04, 2004-05, 2005-06, 2006-07, 2007-08 e 2010-11.
- Vice-campeão: 2009-10.

 Supercopa Espanhola
- Campeão: 2004-05, 2007-08 e 2010-11.
- Vice-campeão: 2003-04, 2008-09 e 2009-10.

### Torneios internacionais
Liga dos Campeões da Europa
- Campeão: 2005-06, 2007-08 e 2008-09.
- Vice-campeão: 2004-05 e 2010-11.

 EHF City Cup
- Vice-campeão: 1998-99.

 Supercopa Europeia
- Campeão: 2005-06, 2006-07 e 2008-09.

 Recopa Europeia
- Campeão: 2001-02 e 2002-03.

 IHF Super Globe
- Campeão: 2007 e 2010.
- Vice-campeão: 2011.